# Saint-Clément, Gard
Saint-Clément là một xã ở tỉnh Gard. Xã này có diện tích 5,04 km², dân số năm 1999 là 140 người. Khu vực này có độ cao trung bình 51 mét trên mực nước biển.